# Crazy Alien
Pour plus de détails, voir Fiche technique et Distribution.
Crazy Alien (疯狂的外星人, litt. « Extraterrestre fou ») est une comédie de science-fiction chinoise réalisée par Ning Hao en 2019. C'est l'adaptation de la nouvelle éponyme de Liu Cixin (récipiendaire du prix Hugo).
C'est le troisième volet de la série des Crazy après Crazy Stone (en) (2006) et Crazy Racer (en) (2009), et également la troisième fois que l'acteur Bo Huang travaille avec Ning Hao.
Il sort le 5 février 2019 (le jour du Nouvel An chinois) en Chine et est deuxième du box-office chinois de 2019 lors de sa première semaine d'exploitation derrière la superproduction The Wandering Earth.

## Synopsis
Un employé de zoo (Bo Huang) chargé des singes est témoin du crash d'un extraterrestre et fait tout pour l'aider à rentrer chez lui.

## Distribution
- Bo Huang : Geng Hao
- Shen Teng (en)
- Matthew Morrison : Capitaine Zach Andrews
- Tom Pelphrey : John Stockton
- Daniel Hugh Kelly : Le président des États-Unis
- Ron Smoorenburg (en) : Ron - Agent B